# Lasek Złotoryjski
Lasek Złotoryjski – zabytkowy park leśny zlokalizowany w południowo-zachodniej części Legnicy, na Wysoczyźnie Chojnowskiej o powierzchni 52 hektarów. Obok Lasku Pawickiego jeden z dwóch największych obszarów leśnych w granicach miasta.

## Historia

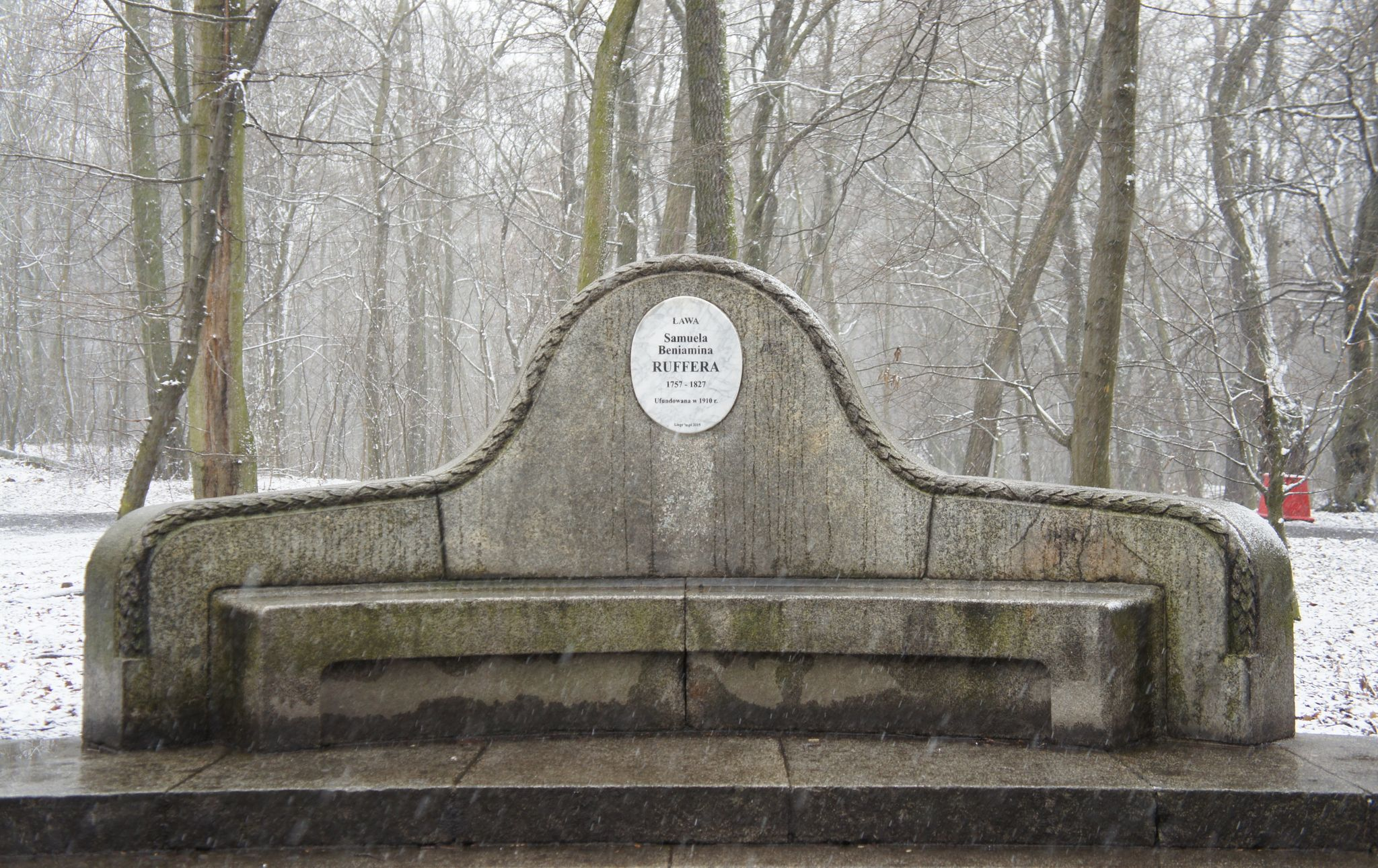
Pomnik (ława) Samuela Beniamina von Ruffera, fundatora północnej części Lasku Złotoryjskiego w 2018 r.

Zaczątkiem Lasku Złotoryjskiego był Bürgerwäldchen (Lasek Mieszczański), założony w 1890 roku po południowej stronie ulicy Złotoryjskiej, na terenie należącym do konsorcjum legnickich mieszczan. Do założenia nowego parku miał skłonić burżuazję miejską sukces wystawy ogrodniczej, odbywającej się w mieście w roku 1890. Uprzednio na zboczach Wzgórza Zwycięstwa wydobywano glinę i piasek pod rozwijane na przełomie XIX i XX wieku budownictwo mieszkaniowe i użytkowe oraz niewielkie złoża węgla brunatnego na potrzeby pobliskich cegielni. Południową część parku założono na obszarze dwustu morg, dokonując nasadzeń 40 tysięcy drzew różnych gatunków. Lasek był podzielony na części tematyczne: parkową, leśną oraz wygrodzony żywopłotem zwierzyniec z danielami, sarnami i bocianami. W 1901 roku park powiększono o polanę z roślinnością górską sprowadzoną spod Merseburga, która miała stanowić początek ogrodu botanicznego (zamiaru tego nie dokończono). Północna część parku powstała w 1907 roku, dzięki przekazaniu gruntów przez rodzinę śląskich fabrykantów von Rufferów. Rufferowie ufundowali także 150 tysięcy sadzonek drzew liściastych oraz iglastych na obszarze obu części dzisiejszego Lasku Złotoryjskiego.
Teren parków został zagospodarowany do celów rekreacyjnych poprzez wytyczenie krętych alei i promenad (w tym liczącej 1600 metrów alei Zwycięstwa o różnicy wysokości poziomów rzędu 20-40 metrów) i wyposażenie w typowe budowle parkowe: altany, groty, pergole. W parkach tworzących powojenny Lasek Złotoryjski ustawiono obeliski upamiętniające fundatorów, które po II wojnie światowej straciły pierwotną funkcję. Funkcjonował punkt widokowy oraz tor saneczkowy.
W pobliżu Wzgórza Zwycięstwa na potrzeby Wehrmachtu wzniesiono w 1935 roku jeden z kilkunastu kompleksów koszarowych w mieście. Pod koniec lat trzydziestych XX wieku na zachodnim skraju parku wybudowano szpital wojskowy, obliczony na 650 łóżek. W latach 1943–1945 w pobliżu koszar znajdowała się pętla linii trolejbusowej. 
Od 1945 roku do opuszczenia Polski w roku 1993 koszary i szpital (podobnie jak wiele obiektów w mieście) zajmowała Północna Grupa Wojsk Armii Radzieckiej. 
Park utracił walory rekreacyjne na skutek lokalizacji Huty Miedzi „Legnica” (w roku 1952). W latach 1952–1968 przez Lasek Złotoryjski, wzdłuż ulicy Złotoryjskiej, prowadziła po wydzielonym torowisku trasa tramwajowa. Na terenie bezpośrednio przyległym do Lasku Złotoryjskiego w roku 1988 założono liczący 45 ha las strefy ochronnej zakładu. Pod koniec lat osiemdziesiątych XX wieku dawny Lasek Mieszczański przecięto wykopem pod budowę obwodnicy zachodniej, którą ostatecznie – na skutek wyjścia wojsk radzieckich – przeprowadzono poza laskiem (między dawnymi koszarami a hutą), w dogodniejszym przebiegu topograficznym. 
Ograniczenie szkodliwego działania huty po roku 1990 pozwoliło na przywrócenie części funkcji rekreacyjnych parku. Po roku 1995 Lasek Złotoryjski poddano rekultywacji, poprzez wymianę wierzchniej warstwy skażonej gleby. Przez park wytyczono w 1999 roku ścieżki piesze i rowerowe.
Od 2005 roku koszary są aadaptowane na osiedle mieszkaniowe z udziałem Towarzystwa Budownictwa Społecznego. Szpital został sprzedany osobie prywatnej, według stanu na rok 2017 nie jest zagospodarowany i niszczeje.

## Współczesność

### Przyroda
Wśród starodrzewu Lasku Złotoryjskiego dominują różne rodzaje topole: topola biała, topola szara, topola osika.
Przedwojenne wyrobiska gliny, tzw. „Glinki w Lasku Złotoryjskim” zostały objęte ochroną jako użytek ekologiczny, w skład którego weszły dwa zbiorniki wodne z otaczającą je roślinnością szuwarową i łąkową.
Lasek Złotoryjski i strefa ochronna huty są  miejscem bytowania dzikich zwierząt: borsuków, lisów, saren, zajęcy i różnych gatunków ptaków, między innymi kuropatwy.
W południowej części parku są umiejscowione dwa głazy narzutowe o obwodach 5,65 m oraz 7,85 m pochodzące ze zlodowacenia środkowopolskiego.

### Wykorzystanie
Ze względu na charakter strefy ochronnej huty oraz peryferyjne położenie Lasek Złotoryjski jest miejscem stosunkowo rzadko uczęszczanym przez mieszkańców, przez to porosłym przez dzikie krzewy i rośliny samosiewne. Podejmowane przez samorząd Legnicy próby rewitalizacji parku w ocenie części działających w mieście organizacji pozarządowych nie stanowią długofalowych działań renowacyjnych.
Walory przyrodnicze Lasku Złotoryjskiego umożliwiają prowadzenie terenowych zajęć edukacyjnych z zakresu przyrody i biologii. Ukształtowanie terenu zapewnia dogodne warunki do trenowania kolarstwa górskiego. Na obszarze parku odbywały się w przeszłości mistrzostwa Legnicy w kolarstwie górskim rozgrywane w formule cross-country. Regularnie odbywają się biegi przełajowe i zorganizowane wycieczki rowerowe. Glinki są miejscem uprawiania wędkarstwa. 
Przez Lasek Złotoryjski przeprowadzony jest  niebieski szlak turystyczny „Szlak Polskiej Miedzi”, wiodący w kierunku Złotoryi.